# Список династій Стародавнього Єгипту
В історії Стародавнього Єгипту, династії — це ряд правителів, що мають спільне походження. Вони зазвичай, але не завжди, традиційно діляться на тридцять дві династії фараонів; ці династії зазвичай поділяються на «царства» і «перехідні періоди».
Перші тридцять династій складені Манефоном, єгипетським жрецем, який жив в 3-му столітті до н. е., і з'явилися в його нині втраченій роботі «Егіптика», яка, можливо, була написана для грекомовного птолемейського правителя Єгипту. Назви останніх двох, недовговічною тридцять першої династії і більш тривалої династії Птолемеїв, були створені пізніше.
Незважаючи на широке використання і корисність, система має свої недоліки. Деякі династії правили тільки частиною Єгипту і існували одночасно з іншими династіями, що жили в інших містах. Сьома династія, можливо, взагалі не існувала, в той час як десята, вочевидь, є продовженням дев'ятої, тоді як до першої династії могли існувати одна або кілька верхньоєгипетських династій.

## Список династій у давньоєгипетській історії
| Династія                                                                                  | Місце                                | Період правління  | Період правління  | Період правління | Правитель                  | Правитель                                         | Правитель     |
| Династія                                                                                  | Місце                                | Початок           | Кінець            | Строк            | Перший правитель           | Останній правитель                                | Список        |
| Раннє царство                                                                             | Раннє царство                        | Раннє царство     | Раннє царство     | Раннє царство    | Раннє царство              | Раннє царство                                     | Раннє царство |
| ----------------------------------------------------------------------------------------- | ------------------------------------ | ----------------- | ----------------- | ---------------- | -------------------------- | ------------------------------------------------- | ------------- |
| I династія                                                                                | Тініс                                | 3100 рік до н. е. | 2900 рік до н. е. | 200 років        | Нармер                     | Каа                                               | (список)      |
| II династія                                                                               | Тініс                                | 2890 рік до н. е. | 2686 рік до н. е. | 204 роки         | Хотепсехемуї               | Хасехемуї                                         | (список)      |
| Стародавнє царство                                                                        |                                      |                   |                   |                  |                            |                                                   |               |
| III династія                                                                              | Мемфіс                               | 2686 рік до н. е. | 2613 рік до н. е. | 73 роки          | Джосер                     | Гуні                                              | (список)      |
| IV династія                                                                               | Мемфіс                               | 2613 рік до н. е. | 2494 рік до н. е. | 119 років        | Снофру                     | Шепсескаф або Джедефптах                          | (список)      |
| V династія                                                                                | Мемфіс                               | 2494 рік до н. е. | 2345 рік до н. е. | 149 років        | Усеркаф                    | Уніс                                              | (список)      |
| VI династія                                                                               | Мемфіс                               | 2345 рік до н. е. | 2181 рік до н. е. | 164 роки         | Теті                       | Меренра II Немтіемсаф або Нечерікара або Нітокріс | (список)      |
| Перший перехідний період                                                                  |                                      |                   |                   |                  |                            |                                                   |               |
| VII династія                                                                              | Мемфіс                               | невідомо          | невідомо          | невідомо         | невідомо                   | невідомо                                          | (список)      |
| VIII династія                                                                             | Мемфіс                               | 2181 рік до н. е. | 2160 рік до н. е. | 21 рік           | Нечерікара або Менкара     | Неферіркара II                                    | (список)      |
| IX династія                                                                               | Гераклеополь                         | 2160 рік до н. е. | 2130 рік до н. е. | 30 років         | Меріїбра Хеті              | невідомо                                          | (список)      |
| X династія                                                                                | Гераклеополь                         | 2130 рік до н. е. | 2040 рік до н. е. | 90 років         | Мерихатор                  | невідомо                                          | (список)      |
| Середнє царство                                                                           |                                      |                   |                   |                  |                            |                                                   |               |
| XI династія                                                                               | Фіви                                 | 2130 рік до н. е. | 1991 рік до н. е. | 139 років        | Ініотеф                    | Ментухотеп IV                                     | (список)      |
| XII династія                                                                              | Іттауі                               | 1991 рік до н. е. | 1802 рік до н. е. | 189 років        | Аменемхет I                | Нефрусебек                                        | (список)      |
| XIII династія                                                                             | Іттауі                               | 1803 рік до н. е. | 1649 рік до н. е. | 154 роки         | Сехемра Хутаві Себекхотеп  | невідомо                                          | (список)      |
| Другий перехідний період                                                                  |                                      |                   |                   |                  |                            |                                                   |               |
| XIV династія (ханаанська)                                                                 | Аваріс                               | 1725 рік до н. е. | 1650 рік до н. е. | 75 років         | Сехенра                    | невідомо                                          | (список)      |
| XV династія (гіксоська)                                                                   | Аваріс                               | 1650 рік до н. е. | 1550 рік до н. е. | 100 років        | Салітіс                    | Хамуді                                            | (список)      |
| Абідосська династія                                                                       | Абідос                               | 1650 рік до н. е. | 1600 рік до н. е. | 50 років         | невідомо                   | невідомо                                          | (список)      |
| XVI династія                                                                              | Фіви або Аваріс                      | 1649 рік до н. е. | 1582 рік до н. е. | 67 років         | Анатхер                    | невідомо                                          | (список)      |
| XVII династія                                                                             | Фіви                                 | 1580 рік до н. е. | 1550 рік до н. е. | 30 років         | Рахотеп                    | Камос                                             | (список)      |
| Нове царство                                                                              |                                      |                   |                   |                  |                            |                                                   |               |
| XVIII династія                                                                            | Фіви і Амарна                        | 1550 рік до н. е. | 1292 рік до н. е. | 258 років        | Яхмос I                    | Хоремхеб                                          | (список)      |
| XIX династія                                                                              | Фіви і Мемфіс і Пер-Рамсес           | 1292 рік до н. е. | 1189 рік до н. е. | 103 роки         | Рамсес I                   | Таусерт                                           | (список)      |
| XX династія                                                                               | Пер-Рамсес                           | 1189 рік до н. е. | 1077 рік до н. е. | 112 років        | Сетнахт                    | Рамсес XI                                         | (список)      |
| Третій перехідний період                                                                  |                                      |                   |                   |                  |                            |                                                   |               |
| XXI династія                                                                              | Таніс                                | 1069 рік до н. е. | 943 рік до н. е.  | 126 років        | Смендес                    | Псусеннес III                                     | (список)      |
| XXII династія (мешвешська)                                                                | Таніс і Бубастіс                     | 943 рік до н. е.  | 720 рік до н. е.  | 223 роки         | Шешонк I                   | Осоркон IV                                        | (список)      |
| XXIII династія (мешвешська)                                                               | Гераклеополь або Гермополіс або Фіви | 837 рік до н. е.  | 728 рік до н. е.  | 109 років        | Харсієс I                  | Рудамон                                           | (список)      |
| XXIV династія                                                                             | Саїс                                 | 732 рік до н. е.  | 720 рік до н. е.  | 12 років         | Тефнахт I                  | Бокхоріс                                          | (список)      |
| XXV династія (нубійська)                                                                  | Мемфіс                               | 744 рік до н. е.  | 656 рік до н. е.  | 88 років         | Піанхі                     | Танутамон                                         | (список)      |
| Пізнє царство                                                                             |                                      |                   |                   |                  |                            |                                                   |               |
| XXVI династія                                                                             | Саїс                                 | 664 рік до н. е.  | 525 рік до н. е.  | 139 років        | Псамметіх I                | Псамметіх III                                     | (список)      |
| XXVII династія (перська)                                                                  | Вавилон                              | 525 рік до н. е.  | 404 рік до н. е.  | 121 рік          | Камбіс II                  | Дарій II                                          | (список)      |
| XXVIII династія                                                                           | Саїс                                 | 404 рік до н. е.  | 398 рік до н. е.  | 6 років          | Аміртей II                 | Аміртей II                                        | (список)      |
| XXIX династія                                                                             | Мендес                               | 398 рік до н. е.  | 380 рік до н. е.  | 18 років         | Неферіт I                  | Неферіт II                                        | (список)      |
| XXX династія                                                                              | Себенніт                             | 380 рік до н. е.  | 343 рік до н. е.  | 37 років         | Нектанеб I                 | Нектанеб II                                       | (список)      |
| XXXI династія (перська)                                                                   | Вавилон                              | 343 рік до н. е.  | 332 рік до н. е.  | 11 років         | Артаксеркс III             | Дарій III                                         | (список)      |
| Греко—римський період                                                                     |                                      |                   |                   |                  |                            |                                                   |               |
| Аргеадська династія (грецька)                                                             | Пелла                                | 332 рік до н. е.  | 309 рік до н. е.  | 23 роки          | Александр ІІІ Македонський | Александр IV Македонський                         | (список)      |
| Птолемейська династія (грецька)                                                           | Александрія                          | 305 рік до н. е.  | 30 рік до н. е.   | 275 років        | Птолемей I Сотер           | Птолемей XV Цезаріон                              | (список)      |
| Єгипет був включений до складу Римської імперії в 30 році до н. е. (див. Римський Єгипет) |                                      |                   |                   |                  |                            |                                                   |               |